# Gruzka
Gruzka – wieś w Polsce położona w województwie podlaskim, w powiecie hajnowskim, w gminie Kleszczele.
| SIMC    | Nazwa            | Rodzaj    |
| ------- | ---------------- | --------- |
| 0031696 | Kolonia Gruzka   | część wsi |
| 0031704 | Polakowa Kolonia | część wsi |
| 0031710 | Za Osmolaną      | część wsi |

W latach 1975–1998 miejscowość administracyjnie należała do województwa białostockiego.
W pobliżu miejscowości znajdują się wzgórza ozowe. Serwis internetowy Kamunikat podaje, że wcześniej miejscowość ta nazywała się Hruzka bądź Hruzki. Zgodnie z Powszechnym Spisem Ludności z 1921 roku wieś nazywała się Hruzki, natomiast na mapie WIG wydanej w 1937 występuje jako Gruzka.
Według Powszechnego Spisu Ludności z 1921 roku wieś zamieszkiwało 76 osób, wśród których 73 było wyznania prawosławnego, a 3 mojżeszowego. Jednocześnie 73 mieszkańców zadeklarowało białoruską przynależność narodową, a 3 żydowską. Było tu 13 budynków mieszkalnych.
Prawosławni mieszkańcy wsi należą do parafii Narodzenia Najświętszej Maryi Panny w Rogaczach, a wierni kościoła rzymskokatolickiego do parafii św. Stanisława w Milejczycach.
W XVIII w. w miejscowości istniała cerkiew pod wezwaniem św. Paraskiewy.